# Echinocereus poselgeri
Echinocereus poselgeri е вид растение от семейство Кактусови (Cactaceae). Видът е незастрашен от изчезване.

## Разпространение
Разпространен е в Мексико и САЩ.